# インスタント・リプレイ
『インスタント・リプレイ』（INSTANT  REPLAY the best of live direct）は、1993年3月21日に発売されたピチカート・ファイヴ初のライブ・アルバム。　

## 解説
1992年12月23日、中野サンプラザでの模様を収録した初のライブ盤。
彼等が2001年に解散するまでに発売されたライブ・アルバムは本作のみである。
収録曲は日本コロムビア時代の楽曲に留まらず、テイチクやCBS・ソニー時代の楽曲も含まれる。
本作初盤アートワークは、スリーブケースが付属。収録曲の歌詞カードはなく、ライブ販売グッズやCD等が数多掲載された縦長のフライヤーが4つ折りで封入されていた。

## 再発盤
- 2006年に小西康陽によりアートワークが一新され再々発。初回プレスはジャケット文字が銀箔押し。現行盤は銀からグレーに変更された。[3][4]

## 収録曲
1. そして今でも　[3:34]
2. メドレー：オードリー･ヘップバーン･コンプレックス〜ブリジッド･バルドーT.N.T.　[6:23]
3. トゥイギー･トゥイギー　[3:31]
4. ショック療法　[5:17]
5. キャッチー　[7:34]
6. アクション･ペインティング　[7:53]
7. 私のすべて　[3:41]
8. 皆笑った　[3:52]
9. CDJ　[5:01]
10. ファンキー･ラヴチャイルド　[6:11]
11. サンキュー　[6:16]
12. 万事快調　[0:30]

## 参加ミュージシャン
- pizzicato five are 野宮真貴・高浪敬太郎・小西康陽 for the group
  - tokyo's coolest combo：金山功（vibraphone,yunker,nosebleed on drums）、久米大作（piano）、河上修（bass）、竹内シンイチ（percussions）
  - pizzicato five band：寺谷誠一（drums）,窪田晴男（guitar）,坂元俊介（computers）
  - the pizzicato five singers：寺元りえ子・宮田えり子
  - T.N.T.dance squad：ハッピー金山・山内レオ・小森レイコ・山城ヨーコ